# Cappeln (Oldenburg)
Cappeln (Oldenburg) är en kommun och ort i Landkreis Cloppenburg i förbundslandet Niedersachsen i Tyskland.